# Ruellia acuminata
Ruellia acuminata är en akantusväxtart som beskrevs av August Heinrich Rudolf Grisebach. Ruellia acuminata ingår i släktet Ruellia och familjen akantusväxter. Inga underarter finns listade i Catalogue of Life.